# Van 't Hoff

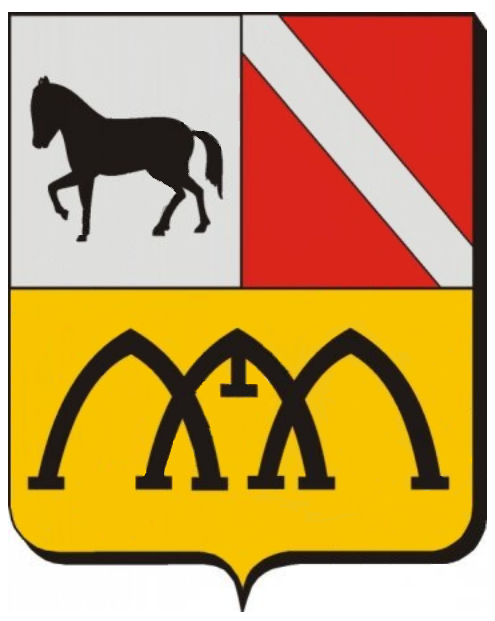
Familiewapen Van 't Hoff

Van 't Hoff is de naam van een Nederlands geslacht dat in 1954 werd opgenomen in het Nederland's Patriciaat.

## Geschiedenis
De stamreeks begint met Leendert Cornelisz Soetentyt, vermeld in 1641 en gegoed te Heer Oudelandsambacht en in de Lindt. Nakomelingen hadden onder andere bestuurlijke functies.
Lid van de familie was de eerste Nobelprijswinnaar scheikunde Jacobus van 't Hoff (1852-1911). Daarnaast was de architect Robert van 't Hoff (1887-1979) lid van de familie.
De familie werd in 1954 opgenomen in het Nederland's Patriciaat en heropname volgde in 1990.

## Enkele telgen
Leendert Arienszoon van 't Hoff (1689-1764), schout en secretaris van Groote Lindt en hoogheemraad
- Pieter van ‘t Hoff (1730-1801), schout en secretaris van Groote Lindt
  - Jacob van 't Hoff (1773-1827), burgemeester, secretaris en ontvanger van Groote Lindt en hoogheemraad
    - Jacobus van ‘t Hoff (1804-1892), burgemeester van o.a. Heerjansdam en Groote Lindt
      - Jacobus Henricus van ‘t Hoff (1817-1902), geneesheer
        - prof. dr. Jacobus van 't Hoff (1852-1911), hoogleraar en scheikundige, Nobelprijswinnaar
        - dr. Herminus Johannes van ‘t Hoff (1859-1939), scheikundige en pedagoog
          - Robert van 't Hoff (1887-1979), architect en architectuurtheoreticus

        - Lambertus van 't Hoff (1864-1908), medicus
          - mr. Bert van 't Hoff (1900-1979), bibliothecaris Athenaeum-Bibliotheek te Deventer, gemeente-archivaris aldaar, rijksarchivaris 3e afdeling (Zuid-Holland) Algemeen Rijksarchief te ‘s-Gravenhage. Bestuurslid van het Centraal Bureau voor Genealogie 1946-1965.

Geslachten die opgenomen zijn in het sinds 1910 verschijnende genealogische naslagwerk Nederland's Patriciaat. Lijst volgens opgave van het CBG Centrum voor familiegeschiedenis.
A · B · C · D · E · F · G · H · I · J · K · L · M · N · O · P · Q · R · S · T · U · V · W · Y · Z